# Liste de terminaux méthaniers
Le gaz naturel liquéfié est utilisé pour le transport du gaz naturel sur de grandes distances et essentiellement par voies maritimes. Souvent, le port méthanier est construit pour l'importation (terminal de regazéification) et l'exportation (terminal de liquéfaction) de manière exclusive du GNL.

## Terminaux existants

### Terminaux de liquéfaction

#### Afrique
- GL1K Sonatrach, Skikda, Algérie
- GL1Z Sonatrach, GL2Z Sonatrach, et le GL3Z Sonatrach, Bethioua, Algérie[1],
- GL4Z Sonatrach ex CAMEL, Arzew, Algérie
- EG LNG, Malabo, Île de Bioko, Guinée équatoriale[2]
- SEGAS Damietta LNG Égypte
- ELNG  IDCO LNG Égypte
- Nigeria LNG, Bonny Nigeria
- Soyo, Angola

#### Asie
- Malaysia LNG, Tanjung Kidurong, Bintulu, Malaisie
- Brunei LNG, Lumut, Brunei
- Arun, Indonésie
- Bontang, Indonésie
- Oman LNG
- Qatargas, Qatar
- Ras Laffan,Qatar[3]
- ADGAS Plant, Das Island, Abou Dabi, Émirats arabes unis
- RasGas, Qatar
- Dahej (Petronet LNG), Inde
- Hazira (Shell-Total), Inde
- Yemen LNG (Total), Balhaf, Yémen

#### Amérique
- Atlantic LNG, Trinité-et-Tobago [4]
- Kenai LNG[5], Nikiski, Alaska
- Cheniere Sabine Pass terminal (en construction)

#### Australie
- Woodside Karratha, Australie

#### Europe
- Hammerfest LNG, Snøhvit, Norvège

### Terminaux de regazéification

#### Argentine
- Bahia Blanca

#### Belgique
- Zeebruges, Fluxys

#### Chine
| Nom | Capacité (MMcf/d)* | Extension (MMcf/d)* | Mise en service** | Développeur                   |
| Dapeng/Guangdong                                                                                             | 885                | 530                 | 2014              | CNOOC/BP                      |
| Zhuhai | 460                | 460                 | 2017              | CNOOC/Yudian Group            |
| Rudong/Jiangsu                                                                                               | 460                | 395                 | 2014              | CNPC/RGM Intl/CITIC           |
| Caofeidian/Tangshan                                                                                          | 460                |                     |                   | CNPC/Beijing munic.           |
| Shanghai | 395                | 395                 | 2015              | CNOOC/Shenergy Group          |
| Dalian | 395                | 395                 | 2015              | CNPC                          |
| Zhejiang/Ningbo                                                                                              | 395                |                     |                   | CNOOC                         |
| Fujian | 345                |                     |                   | CNOOC/Fujian Invt & Devlpt Co |
| Tianjin FSRU***                                                                                              | 290                | 795                 | ?                 | CNOOC                         |
| Mengtougou Peaking Facility                                                                                  | 15                 |                     |                   | Shanghai Gas Group            |
| en construction :                                                                                            |                    |                     |                   |                               |
| Qingdao/Shandong                                                                                             | 395 (2014)         | 265                 | ?                 | Sinopec/Huaneng Group         |
| Hainan | 260 (2014)         | 130                 | 2017              | CNOOC/Hainan Devlpt           |
| Beihai/Guangxi                                                                                               | 395 (2014)         | 395                 | 2020              | Sinopec                       |
| Shenzhen/Diefu                                                                                               | 530 (2015)         |                     |                   | CNOOC/Shenzhen Energy         |
| Tianjin | 395 (2016)         |                     |                   | Sinopec                       |
| * MMcf/d = millions de pieds cubes par jour ; ** mise en service de l'extension ; *** FSRU = unité flottante |                    |                     |                   |                               |

#### Corée du Sud
- Pyeongtaek, KOGAS
- Incheon, KOGAS
- Tongyeong, KOGAS
- Gwangyang, POSCO

#### Espagne
- Barcelone (Enagas)
- Bilbao (consortium including Repsol YPF, BP, Iberdrola and Ente Vasco de la Energia)[7],
- Huelva (Enagas)[8],
- Sagonte, Valence (consortium comprenant Iberdrola, Union Fenosa et Endesa)
- Cartagena (Enagas), cf. plan
- Ferrol (consortium comprenant Union Fenosa et Endesa)

#### États-Unis
| Nom                               | Localité                               | État          | Capacité (Mpc/jour)* | Mise en service | Exploitant                                       |
| Distrigas LNG Import Terminal     | Everett                                | Massachusetts |                      | 1971            | Distrigas of Massachusetts (filiale de GDF Suez) |
| Cameron LNG                       | Hackberry                              | Louisiane     | 1500                 | 2009            | Sempra Energy                                    |
| Dominion Cove Point LNG, LP       | Lusby                                  | Maryland      | 1800                 | 1972/2003       | Dominion Resources                               |
| Southern LNG,                     | Elba Island                            | Géorgie       | 1755                 | 2000            | El Paso Energy, filiale de Kinder Morgan         |
| Sabine LNG                        |                                        | Louisiane     | 4000                 | 2008            | Cheniere Sabine Pass Pipeline Cy                 |
| Freeport LNG                      | Freeport                               | Texas         | 1500                 | 2008            | Cheniere/Smith Entities                          |
| Lake Charles LNG                  | Lake Charles                           | Louisiane     | 1800                 | 1982            | Trunkline LNG Company, LLC                       |
| Pascagoula LNG                    |                                        | Mississippi   |                      | 2011            | Gulf LNG Energy                                  |
| Golden Pass LNG                   | Sabine Pass                            | Texas         |                      | 2011            | Golden Pass LNG                                  |
| Peñuelas LNG                      | Punta Guayanilla                       | Puerto Rico   |                      | 2000            | EcoEléctrica                                     |
| Gulf Gateway Deepwater Port       | Golfe du Mexique, à 116 miles au large | Louisiane     | 500                  | 2005            | Excelerate Energy LLC                            |
| Northeast Gateway Deepwater Port, | au large de Gloucester                 | Massachusetts | 600                  | 2008            | Excelerate Energy LLC                            |
| Neptune LNG Deepwater Port,       | au large de Gloucester                 | Massachusetts |                      | 2009            | GDF Suez Energy North America                    |

#### France
| Nom                 | Localisation        | Capacité (Mds m³/an)* | Mise en service | Exploitant |
| Fos-Tonkin          | Fos-sur-Mer         | 5,5                   | 1972            | Elengy |
| Fos-Cavaou          | Fos-sur-Mer         | 8,25                  | 2010            | Fosmax LNG, filiale 100% d'Elengy |
| Montoir-de-Bretagne | Montoir-de-Bretagne | 10                    | 1980            | Elengy |
| Loon-Plage          | Loon-Plage (CUD)    | 13                    | 2017            | Dunkerque LNG : - à l'origine : filiale à 65 % d'EDF, 25 % de Fluxys, 10 % de Total ; - depuis 2018 : groupe Fluxys, AXA, Crédit agricole, IPM et Samsung Asset Management |
| Cape Ann            | Havre               |                       | 2023            | Total Energies |

#### Grèce
- Terminal méthanier de Revithoussa, DESFA

#### Grande-Bretagne
- South Hook LNG, Milford Haven, South Wales
- Dragon LNG, Milford Haven, South Wales
- Grain LNG, Isle of Grain, Kent

#### Inde
- Dahej Terminal, Petronet LNG Ltd, Gujarat
- Hazira Terminal, Hazira LNG Pvt Ltd, Gujarat

#### Italie
- Panigaglia Terminal, Gnl Italia, Snam
- Porto Viro, ExxonMobil, Qatar Petroleum, Edison S.p.A.

#### Japon
- Plus de 24 terminaux dont 3 en cours de construction.

#### Pologne
- Terminal méthanier de Świnoujście[24] (Polish Gas and Oil Company)

#### Portugal
- Terminal méthanier de Sines, Ren Atlantico

## Terminaux en projet

### Terminaux de liquéfaction

#### Amérique du Nord

##### Canada
- Kitimat LNG, Kitimat, Colombie-Britannique[25],

- Pacific NorthWest LNG - Progress Energy - Lelu Island, Colombie-Britannique[26],

##### États-Unis
- Sabine Pass Liquefaction à Sabine Pass LNG, Louisiane[27]
- Freeport LNG Dev à Freeport, Texas
- Cheniere Energy à Corpus Christi, Texas
- Jordan Cove à Coos Bay, Oregon
- Southern Union à Lake Charles, Louisiane
- Sempra à Hackberry, Louisiane
- Dominion à Cove Point, Maryland
- Oregon LNG à Astoria, Oregon [28]
- Jacksonville’s, Floride [29]

Les États-Unis ont connu une ruée vers les projets de terminaux méthaniers à partir de 2010-2011 à cause du rapide développement de la production nationale rendue possible par la fracturation hydraulique. De nombreux terminaux d'importation projettent ou ont commencé à installer des équipements de liquéfaction pour exporter du gaz, avec des investissements en milliards de dollars chacun.

#### Afrique
- Angola LNG, Soyo, Angola[30]

#### Asie Pacifique
- PNG LNG, Port Moresby, Papouasie-Nouvelle-Guinée - (estimated 2013) - (ExxonMobil 41,6 %, Oil Search 34,1 %, Santos 17,7 %, AGL 3,6 %, Nippon Oil 1,8 % and Mineral Resource Development Corporation 1,2 %)[31]
- Sakhalin LNG, Sakhaline, Russie - (Sakhalin Energy Investment Company Ltd. )[32]
- Yamal LNG, Péninsule de Yamal, Russie

#### Australie
- Île de Barrow - La Chevron Corporation a prévu de construire un terminal LNG sur Barrow Island, Western Australia, dans le cadre du projet Gorgon[33].

### Terminaux de regazéification

#### États-Unis et Golfe du Mexique
Terminaux LNG en projet :
- Broadwater Energy, terminal flottant sur Long Island Sound entre l'État de New York et le Connecticut
- Crown Landing LNG Terminal, Gloucester County, New Jersey - terminal sur la Delaware River, projet de BP, débuté fin 2008[35]
- BlueOcean Energy, à 30 kilomètres du New Jersey[36]

#### Canada
- Rabaska
- Port de Saint-Jean

#### Union européenne
La liste des projets d'intérêt commun de l'Union européenne en matière d'infrastructures énergétiques, adoptée par la Commission européenne tous les deux ans depuis 2013, comporte plusieurs projets de terminaux méthaniers.
- le terminal Shannon LNG en Irlande
- le terminal Go4LNG à Göteborg en Suède[38]
- le terminal méthanier de Krk en Croatie

Plusieurs projets un temps envisagés en France ont été abandonnés à Fos, Antifer et au Verdon.
Le 2 février 2022, dans un contexte de fortes tensions entre Moscou et les pays occidentaux autour de l'Ukraine et de l’approvisionnement en gaz russe, le gouvernement allemand annonce son intention d'accélérer le développement des projets de terminaux méthaniers. Plusieurs projets de terminaux sont déjà en gestation, notamment dans les villes de Brunsbüttel et Stade, au nord du pays ; lancés en 2019 par le gouvernement d'Angela Merkel, ces projets, menés par des acteurs privés et subventionnés par les pouvoirs publics, se heurtent à des difficultés administratives et financières. Le futur terminal de Stade pourrait traiter jusqu’à 12 Gm3 de gaz naturel par an à partir de sa mise en service prévue en 2026 ; son promoteur Hanseatic Energy Hub (HEH) envisage de s'approvisionner au Canada auprès de GNL Québec.

#### Grande-Bretagne
- Canvey Island
- Port Meridian (West UK in Irish Sea)[43]

#### Chine
| Nom                                       | Capacité (MMcf/d)* | Mise en service | Développeur |
| Shenzhen                                  | 400                | 2015            | CNPC/CLP    |
| Jiangsu/Yancheng (flottant)               | 290                | ?               | CNOOC       |
| Yantai, Shandong (flottant)               | 200                | 2013?           | CNOOC       |
| Yuedong/Jieyang                           | 260+260            | 2014/2020       | CNOOC       |
| Shantou                                   | 160(+240)          | 2014/2017       | Sinogas     |
| * MMcf/d = millions de pied cube par jour |                    |                 |             |

#### Singapour
- Jurong Island
- PowerGas JV avec Gaz de France, construction prévue entre 2009 et 2012

#### Océanie
- Gasbridge, Port Taranaki - (Contact Energy & Genesis Energy)[44]

#### Inde
- Kochi LNG Terminal
- Pipavav LNG Terminal
- Dabhol LNG Terminal